# Валица
Валица (итал. Valizza) је насељено место у Републици Хрватској у Истарској жупанији. Административно је у саставу Града Умага.

## Становништво
Према последњем попису становништва из 2011. године у насељу Валица је живело 239 становника у 82 домаћинства.
Кретање броја становника по пописима 1857—2001.
| година пописа  | 1857. | 1869. | 1880. | 1890. | 1900. | 1910. | 1921. | 1931. | 1948. | 1953. | 1961. | 1971. | 1981. | 1991. | 2001. | 2011. |
| бр. становника | 0     | 0     | 107   | 114   | 174   | 206   | 0     | 0     | 297   | 187   | 185   | 142   | 138   | 181   | 213   | 239   |

Напомена:У 1857, 1869, 1921. и 1931. подаци су садржани у насељу Савудрија. Од 1880. до 1910. исказивано као део насеља. У 2001. смањено издвајањем насеља Црвени Врх те насеља Канегра, у град Бује. До 1991. садржи податке за насеље Црвени Врх, а у 1981. и 1991. садржи податке за насеље Канегра, град Бује.